# Olympische Sommerspiele 2012/Leichtathletik – 200 m (Frauen)

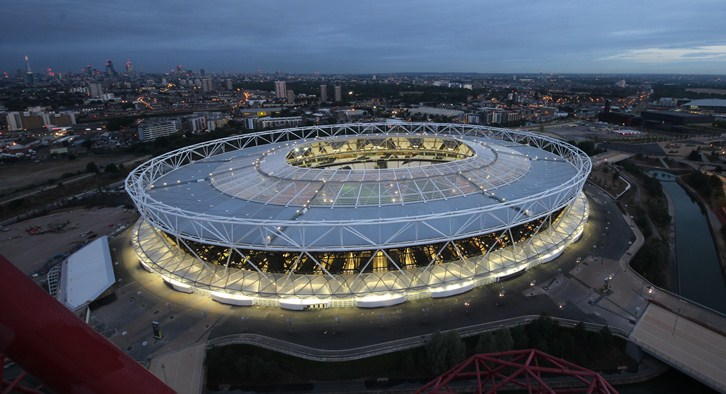
Das Olympiastadion von London im Jahr 2015

Der 200-Meter-Lauf der Frauen bei den Olympischen Spielen 2012 in London wurde am 6., 7. und 8. August 2012 im Olympiastadion London ausgetragen. 54 Athletinnen nahmen teil.
Olympiasiegerin wurde die US-Amerikanerin Allyson Felix. Die Silbermedaille gewann die Jamaikanerin Shelly-Ann Fraser-Pryce, Bronze ging an die US-Athletin Carmelita Jeter.
Léa Sprunger nahm für die Schweiz teil. Sie schied in der Vorrunde aus.

Athletinnen aus Deutschland, Österreich und Liechtenstein nahmen nicht teil.

## Aktuelle Titelträgerinnen
| Olympiasiegerin                      | Veronica Campbell-Brown ( Jamaika) | 21,74 s | Peking 2008       |
| Weltmeisterin                        | Veronica Campbell-Brown ( Jamaika) | 22,22 s | Daegu 2011        |
| Europameisterin                      | Marija Rjemjen ( Ukraine)          | 23,05 s | Helsinki 2012     |
| Zentralamerika und Karibik-Meisterin | Nivea Smith ( Bahamas)             | 22,80 s | Mayagüez 2011     |
| Südamerika-Meisterin                 | Ana Cláudia Lemos ( Brasilien)     | 23,18 s | Buenos Aires 2011 |
| Asienmeisterin                       | Chisato Fukushima ( Japan)         | 23,49 s | Kōbe 2011         |
| Afrikameisterin                      | Gloria Asumnu ( Nigeria)           | 22,93 s | Porto-Novo 2012   |
| Ozeanienmeisterin                    | Zoe Ballantyne ( Neuseeland)       | 24,97 s | Cairns 2012       |

## Rekorde

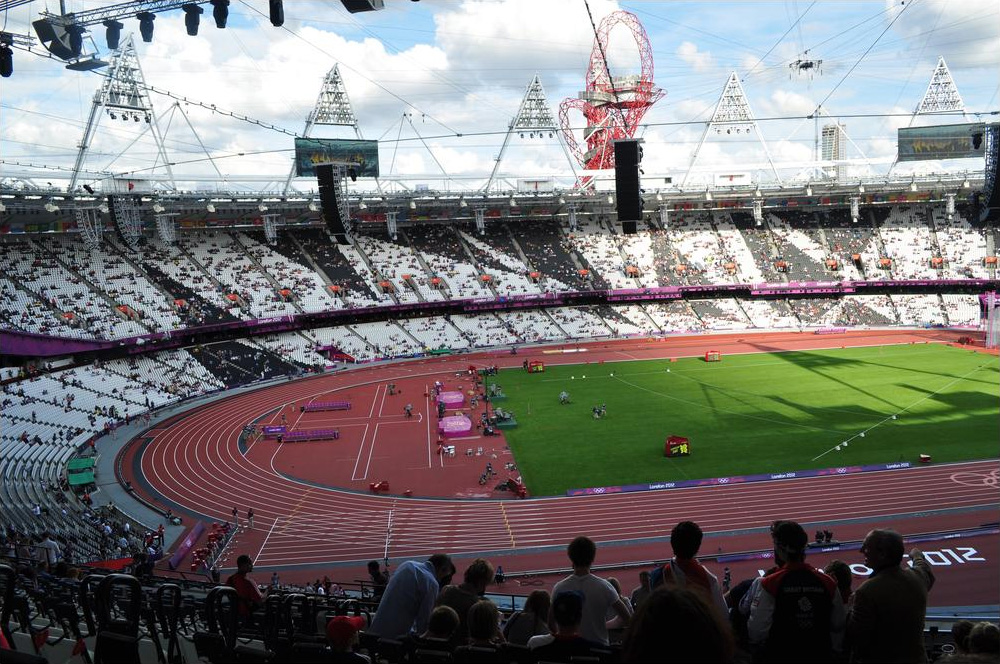
Das Londoner Olympiastadion während der Olympischen Spiele 2012

### Bestehende Rekorde
| Weltrekord         | Florence Griffith-Joyner ( USA) | 21,34 s | Finale OS Seoul, Südkorea | 26. September 1988 |
| Olympischer Rekord | Florence Griffith-Joyner ( USA) | 21,34 s | Finale OS Seoul, Südkorea | 26. September 1988 |

Der bestehende olympische Rekord, gleichzeitig Weltrekord, wurde bei diesen Spielen nicht erreicht. Die schnellste Zeit erzielte die US-amerikanische Olympiasiegerin Allyson Felix mit 21,88 s im Finale am 8. August bei einem Gegenwind von 0,2 m/s. Den Rekord verfehlte sie dabei um genau 54 Hundertstelsekunden.

### Rekordverbesserungen
Es wurde ein neuer Landesrekord aufgestellt:
- 23,30 s – Ezinne Okparaebo (Norwegen), fünfter Vorlauf am 6. August bei einem Rückenwind von 1,3 m/s

Anmerkung:
Alle Zeiten in diesem Beitrag sind nach Ortszeit London (UTC±0) angegeben.

## Doping
Hier gab es dieselben beiden Dopingfälle wie auch über 100 Meter:
- Die Sprinterin Tameka Williams aus St. Kitts und Nevis gab die Einnahme verbotener Mittel nach einem positiven Test zu und musste das olympische Dorf vor Beginn der Wettkämpfe verlassen.[2]
- Die zunächst achtplatzierte Semoy Hackett aus Trinidad und Tobago wurde zusammen mit einer Landsfrau am 9. Juni 2012 positiv getestet. Ihre hier in London erzielten Resultate wurden annulliert. Davon waren auch das Rennen über 100 Meter, in dem sie im Halbfinale ausgeschieden war, sowie die 4-mal-100-Meter-Staffel, mit der sie im Finale das Ziel nicht erreicht hatte, betroffen. Darüber hinaus erhielt sie eine Sperre über zwei Jahre und vier Monate vom 1. Januar 2013 bis 30. April 2015.[3]

Benachteiligt wurden zwei Läuferinnen, denen die ihr zustehende Teilnahme an der jeweils nächsten Runde genommen wurde, wobei nicht eindeutig war, welche Athletin anstelle von Semoy Hacket im Finale hätte starten können. Dafür gab es zwei Anwärterinnen, deren Zeit bis auf die Hundertstelsekunde identisch war. Hier wäre die Entscheidung über die Finalteilnahme mittels der Zeitregel im Tausendstelsekundenbereich gefallen.
- Über ihre Platzierung eigentlich für das Halbfinale qualifiziert:
  - Anyika Onuora, Großbritannien
- Über die Zeitregel eigentlich für das Finale qualifiziert:
  - Marija Rjemjen, Ukraine oder
  - LaVerne Jones-Ferrette, Amerikanische Jungferninseln

## Vorläufe
Es wurden sechs Vorläufe durchgeführt. Für das Halbfinale qualifizierten sich pro Lauf die ersten drei Athletinnen (hellblau unterlegt). Darüber hinaus kamen die sechs Zeitschnellsten, die sogenannten Lucky Loser (hellgrün unterlegt), weiter.

### Vorlauf 1

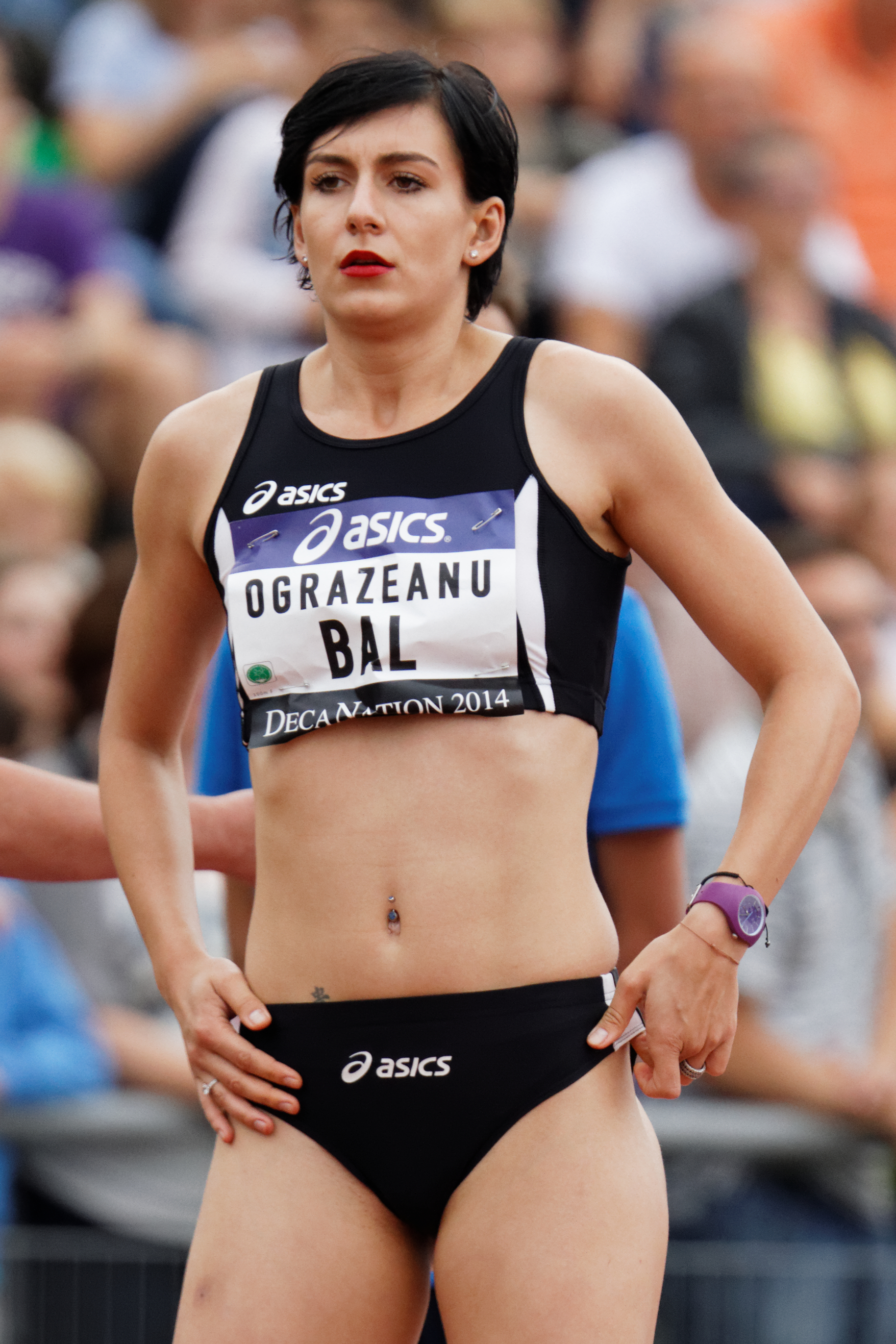
Andreea Ogrăzeanu – ausgeschieden als Sechste des ersten Vorlaufs
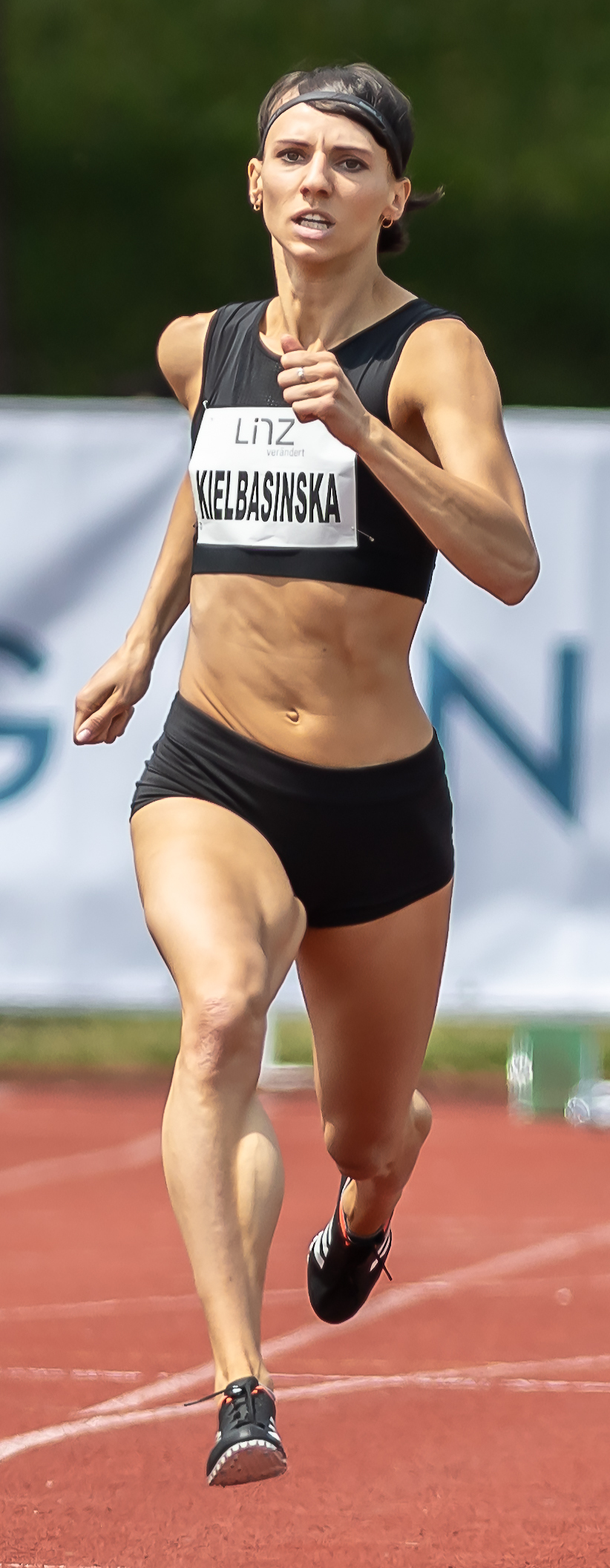
Anna Kiełbasińska – ausgeschieden als Siebte des ersten Vorlaufs

6. August 2012, 19:20 Uhr

Wind: +0,5 m/s
| Platz | Name                         | Nation                       | Zeit (s) |
| ----- | ---------------------------- | ---------------------------- | -------- |
| 1     | Murielle Ahouré              | Elfenbeinküste               | 22,55    |
| 2     | Alexandra Fedoriwa           | Russland                     | 22,61    |
| 3     | Margaret Adeoye              | Großbritannien               | 22,94    |
| 4     | Allison Peter                | Amerikanische Jungferninseln | 23,00    |
| 5     | Christy Udoh                 | Nigeria                      | 23,19    |
| 6     | Andreea Ogrăzeanu            | Rumänien                     | 23,46    |
| 7     | Anna Kiełbasińska            | Polen                        | 23,67    |
| 8     | Hinikissia Albertine Ndikert | Tschad                       | 26,06    |
| DNS   | Marlena Wesh                 | Haiti                        |          |

### Vorlauf 2
6. August 2012, 19:28 Uhr

Wind: +1,2 m/s
| Platz | Name                     | Nation              | Zeit (s) | Anmerkung                                  |
| ----- | ------------------------ | ------------------- | -------- | ------------------------------------------ |
| 1     | Allyson Felix            | USA                 | 22,71    |                                            |
| 2     | Janelle Redhead          | Grenada             | 23,08    |                                            |
| 3     | Anyika Onuora            | Großbritannien      | 23,23    | eigentlich für das Halbfinale qualifiziert |
| 4     | Jelisaweta Sawlinis      | Russland            | 23,23    |                                            |
| 5     | Gloria Hooper            | Italien             | 23,25    |                                            |
| 6     | Debbie Ferguson-McKenzie | Bahamas             | 23,49\|  |                                            |
| 7     | Vida Anim                | Ghana               | 23,71    |                                            |
| 8     | Ndèye Fatou Soumah       | Senegal             | 23,89    |                                            |
| DOP   | Semoy Hackett            | Trinidad und Tobago | 22,81    | für das Halbfinale zugelassen              |

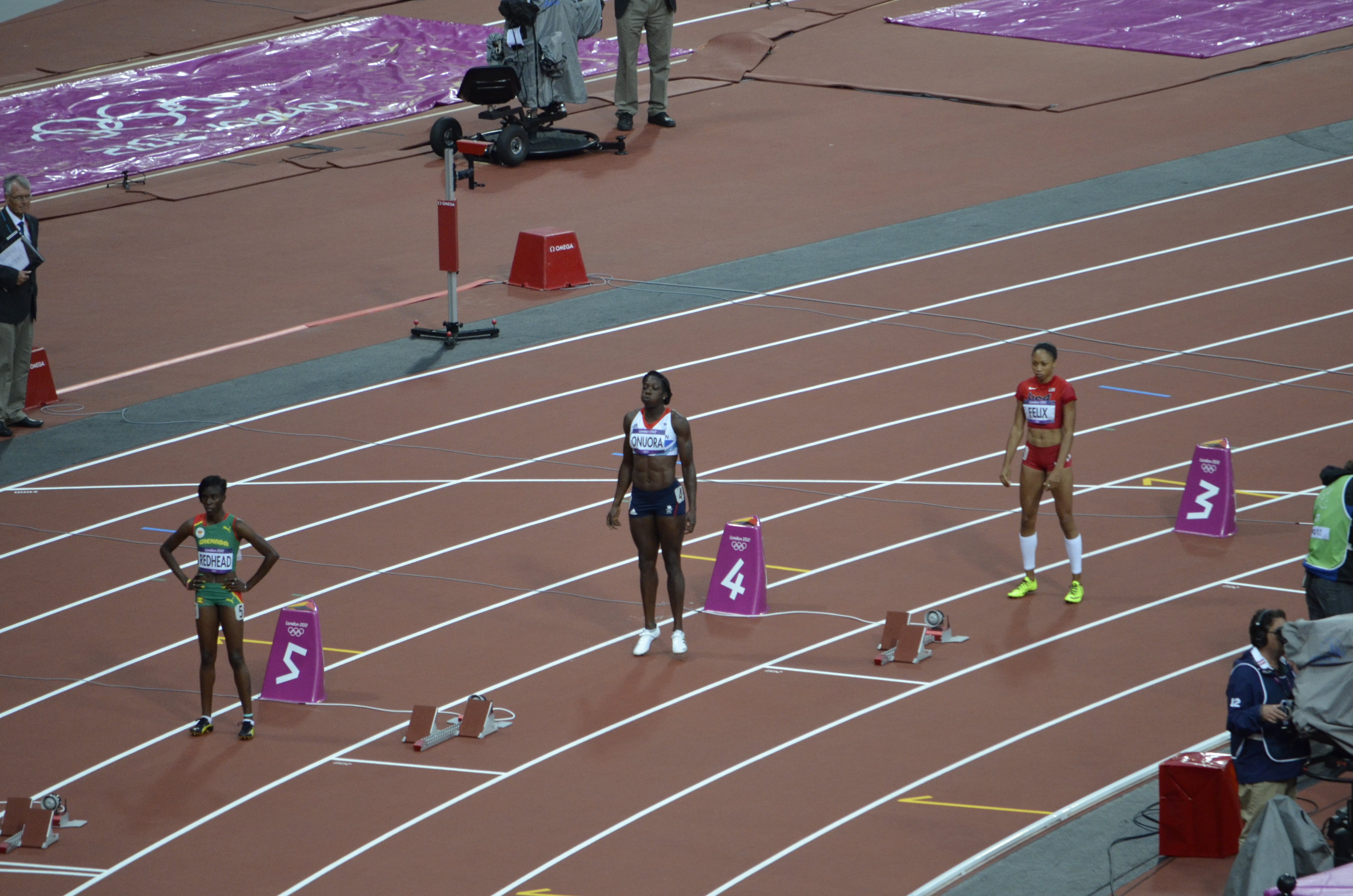
Kurz vor dem Start des zweiten Vorlaufs (v. l. n. r.):
Janelle Redhead, Anyika Onuora, Allyson Felix

Im zweiten Vorlauf ausgeschiedene Sprinterinnen:

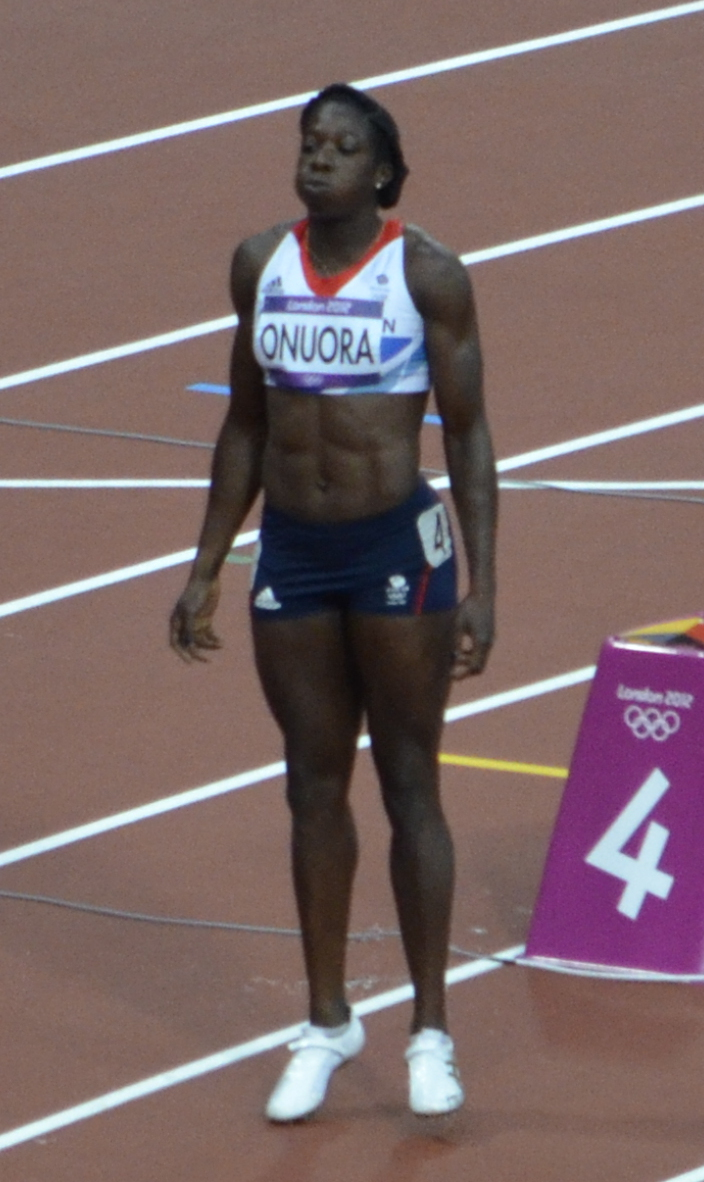
Anyika Onuora – Rang vier
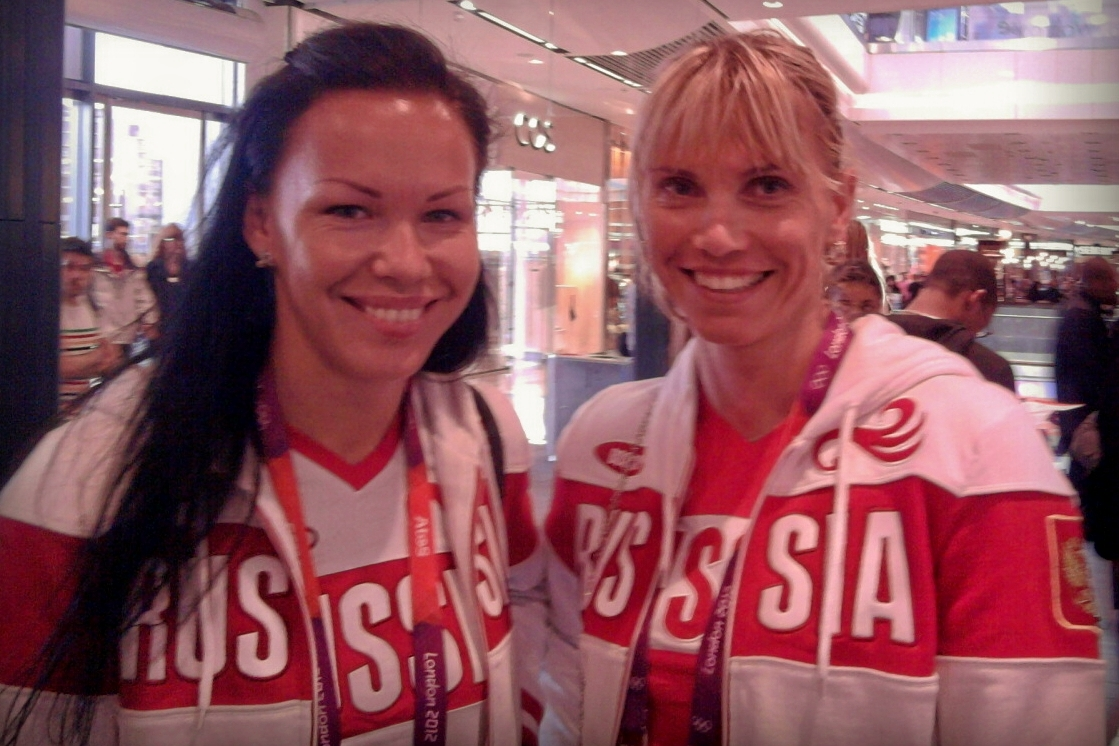
Jelisaweta Sawlinis (links) – Rang fünf
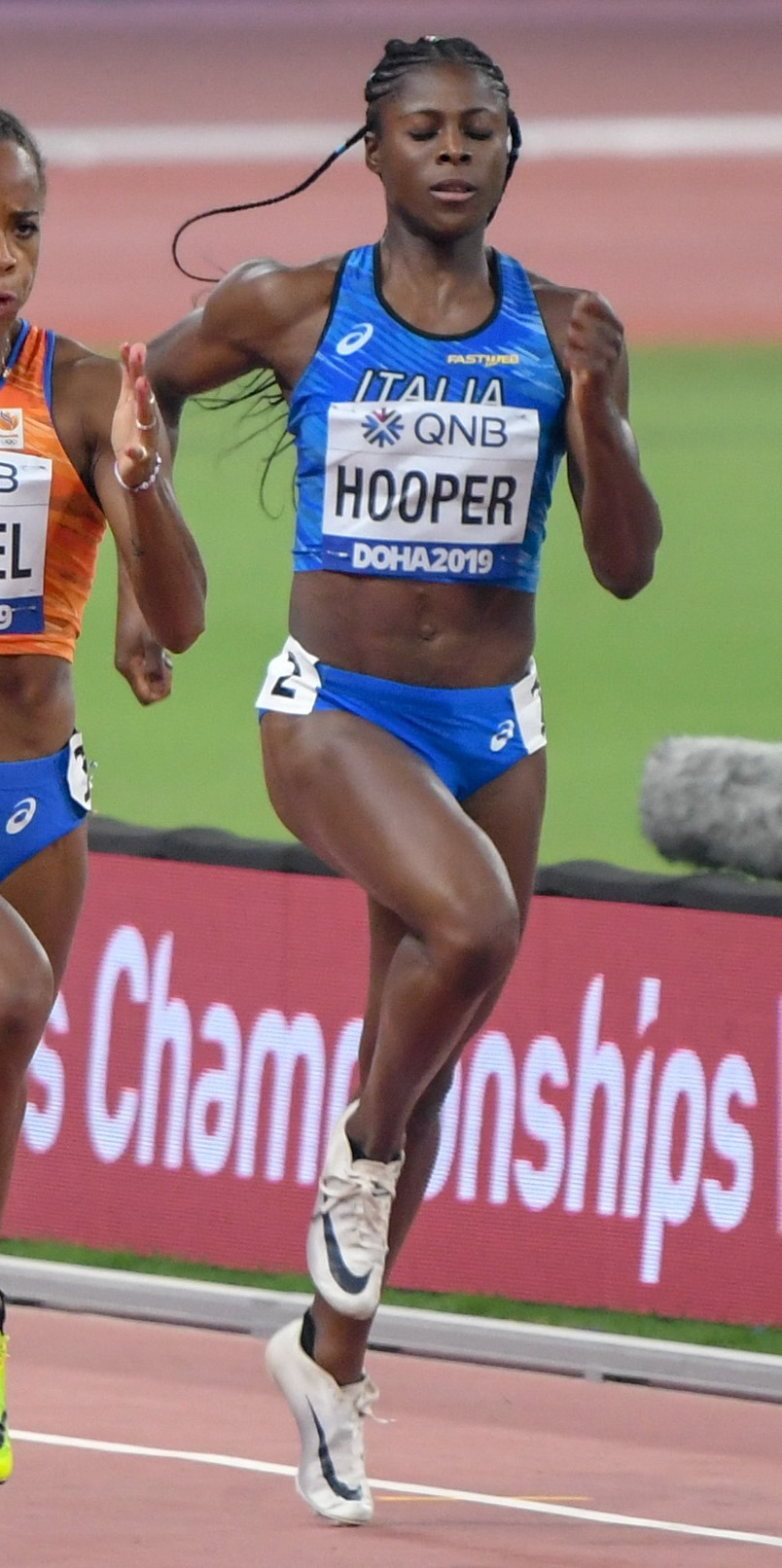
Gloria Hooper – Rang sechs
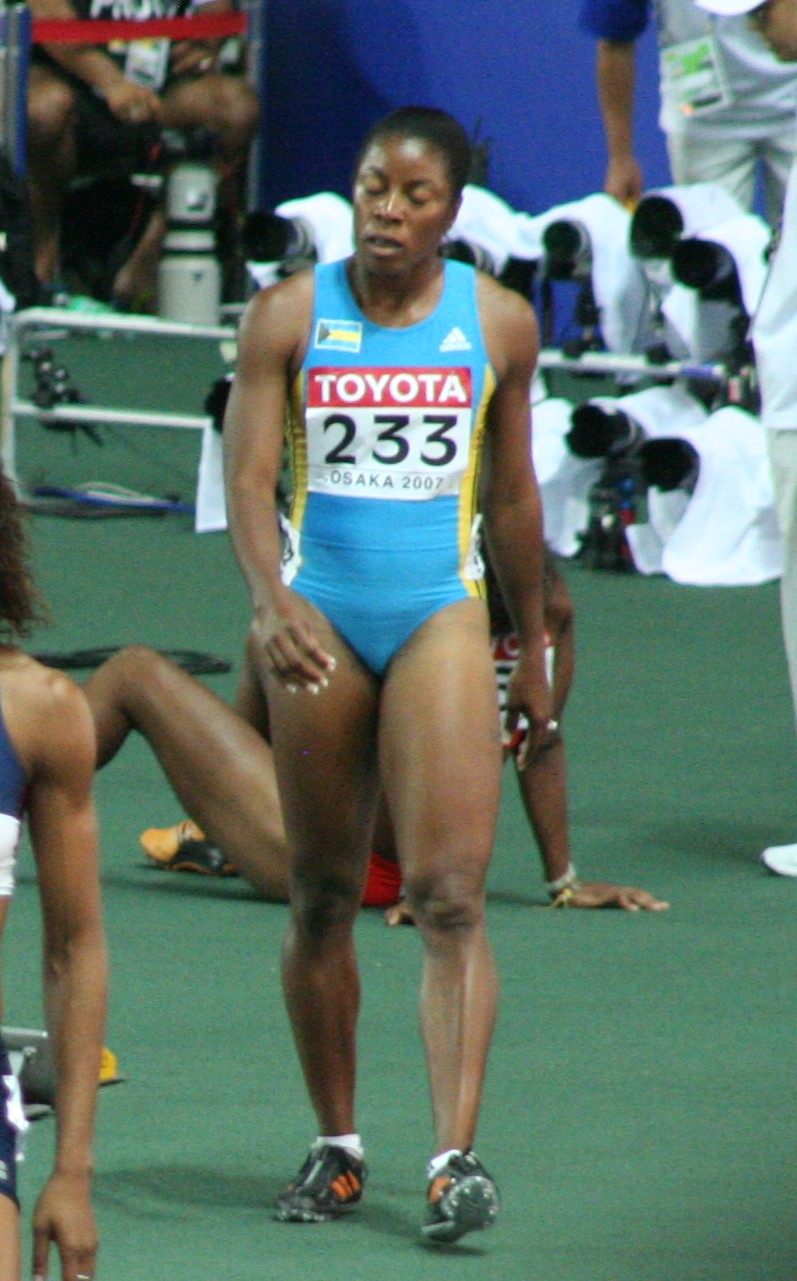
Debbie Ferguson-McKenzie – Rang sieben
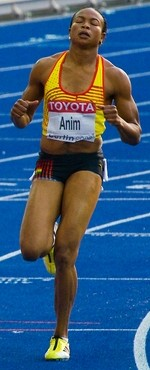
Vida Anim – Rang acht

### Vorlauf 3
6. August 2012, 19:36 Uhr

Wind: +0,7 m/s
| Platz | Name                | Nation         | Zeit (s) |
| ----- | ------------------- | -------------- | -------- |
| 1     | Carmelita Jeter     | USA            | 22,65    |
| 2     | Abiodun Oyepitan    | Großbritannien | 22,92    |
| 3     | Sherone Simpson     | Jamaika        | 22,97    |
| 4     | Maria Belimbasaki   | Griechenland   | 23,36    |
| 5     | Ana Cláudia Lemos   | Brasilien      | 23,40    |
| 6     | Gloria Asumnu       | Nigeria        | 23,43    |
| 7     | Chisato Fukushima   | Japan          | 24,14    |
| 8     | Gretta Taslakian    | Libanon        | 24,49    |
| DNS   | Cydonie Mothersille | Cayman Islands |          |

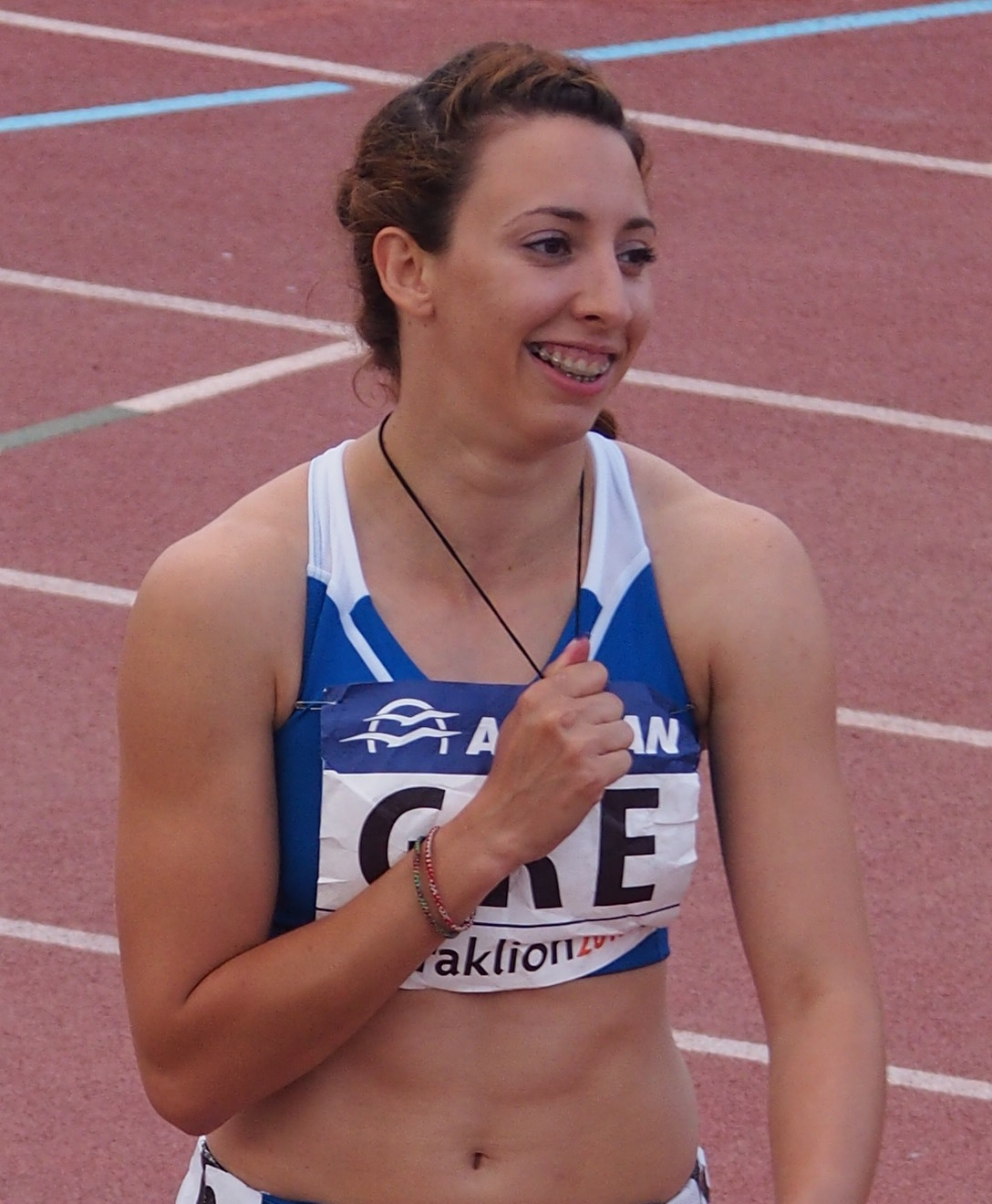
Maria Belimbasaki – ausgeschieden als Vierte
des dritten Vorlaufs

Weitere im dritten Vorlauf ausgeschiedene Sprinterinnen:

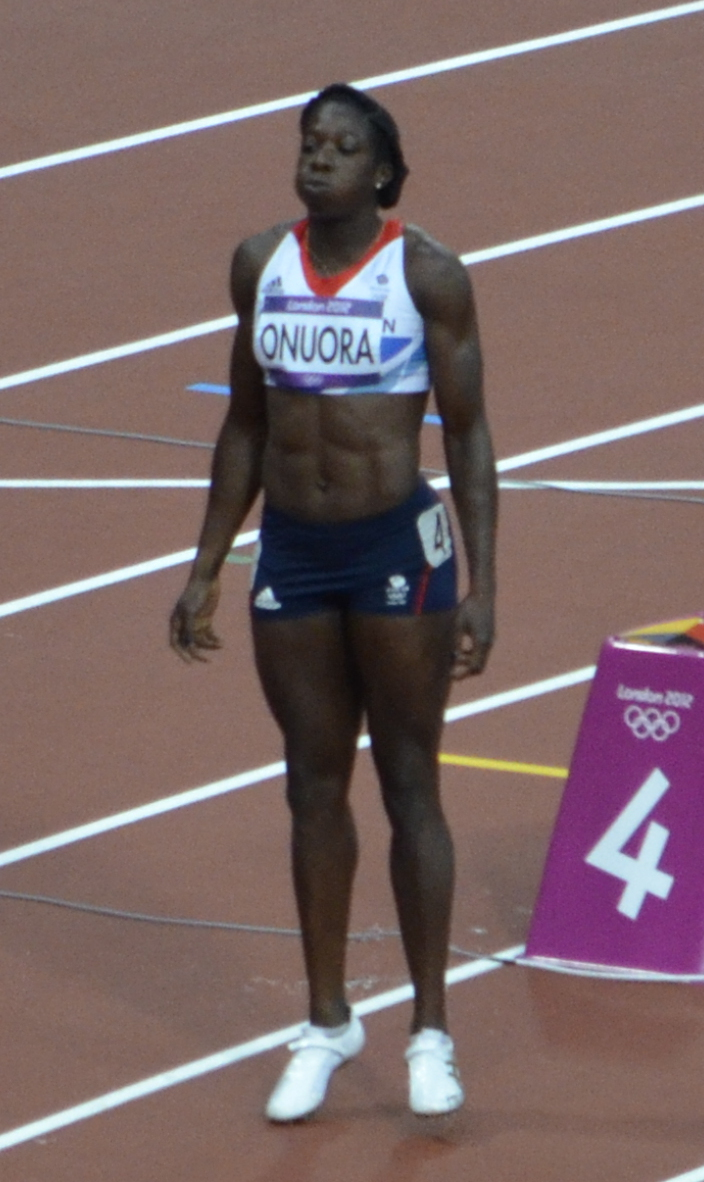
Anyika Onuora – Rang vier
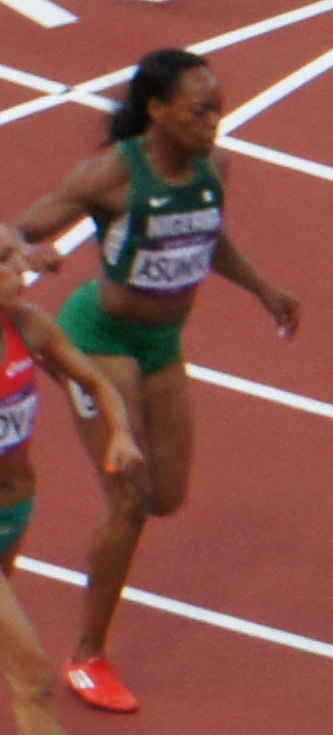
Gloria Asumnu – Rang sechs
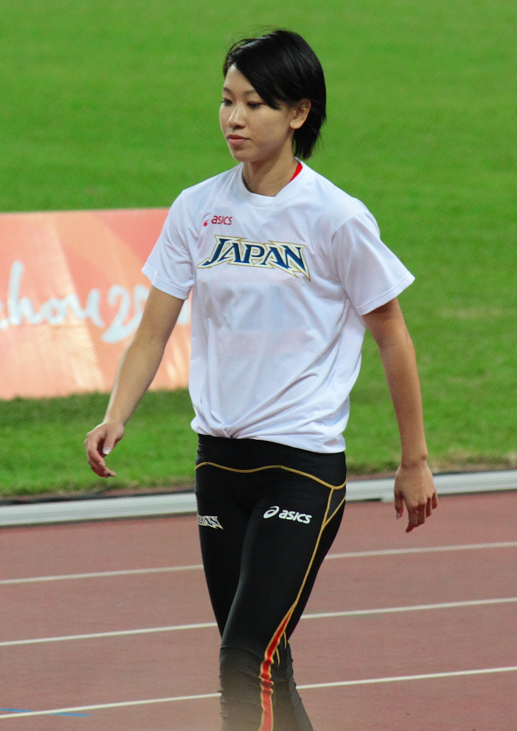
Chisato Fukushima – Rang sieben
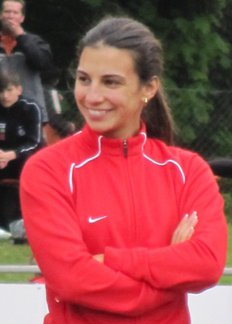
Gretta Taslakian – Rang acht

### Vorlauf 4

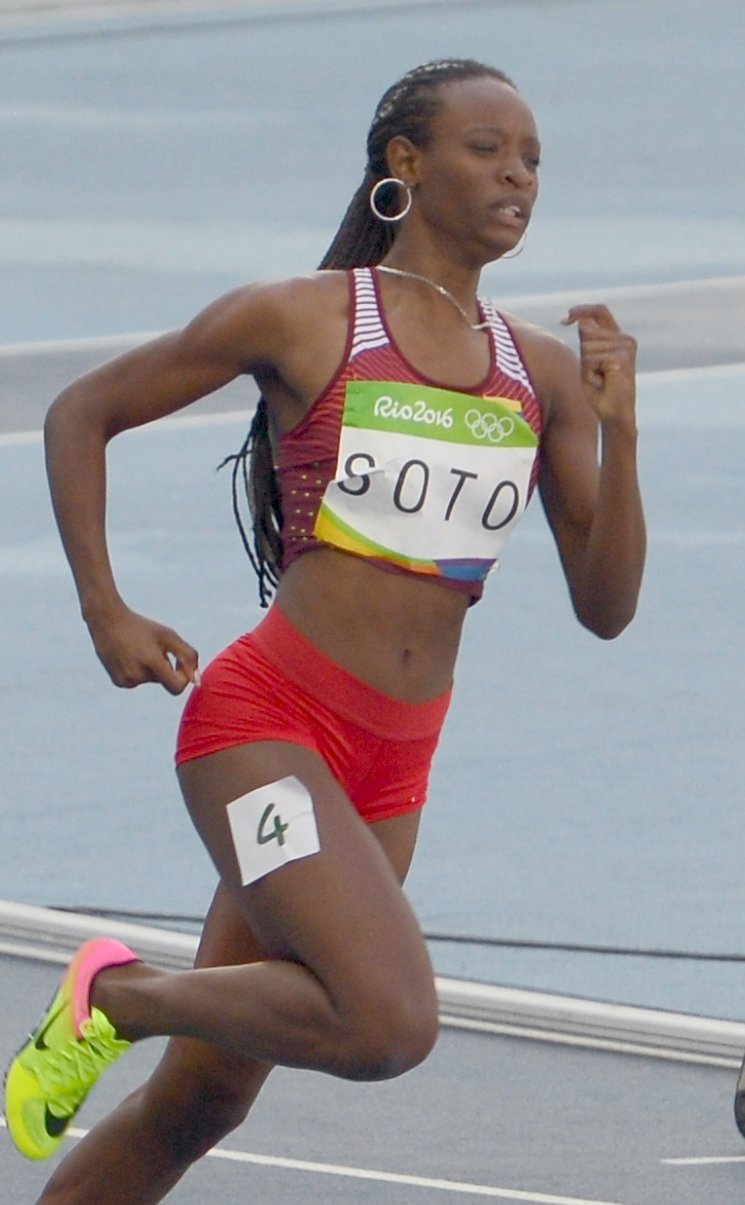
Nercely Soto – ausgeschieden als Achte des vierten Vorlaufs

6. August 2012, 19:44 Uhr

Wind: +0,3 m/s
| Platz | Name                    | Nation                       | Zeit (s) |
| ----- | ----------------------- | ---------------------------- | -------- |
| 1     | Sanya Richards-Ross     | USA                          | 22,48    |
| 2     | LaVerne Jones-Ferrette  | Amerikanische Jungferninseln | 22,64    |
| 3     | Chrystyna Stuj          | Ukraine                      | 22,66    |
| 4     | Kai Selvon              | Trinidad und Tobago          | 22,85    |
| 5     | Iwet Lalowa             | Bulgarien                    | 23,01    |
| 6     | Eleni Artymata          | Zypern                       | 23,09    |
| 7     | Norma González          | Kolumbien                    | 23,46    |
| 8     | Nercely Soto            | Venezuela                    | 23,54    |
| 9     | Wladislawa Owtscharenko | Tadschikistan                | 24,39    |

### Vorlauf 5

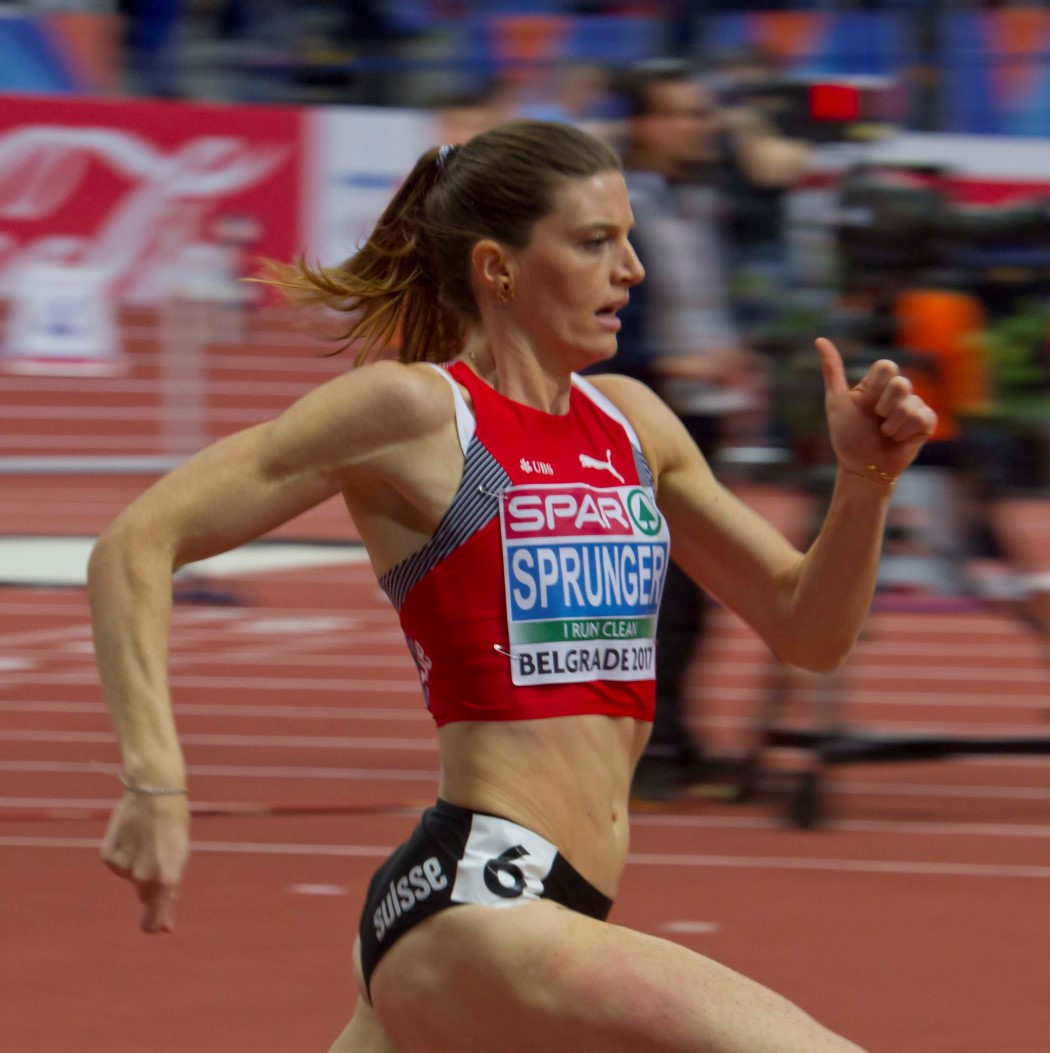
Léa Sprunger – ausgeschieden als Vierte des fünften Vorlaufs
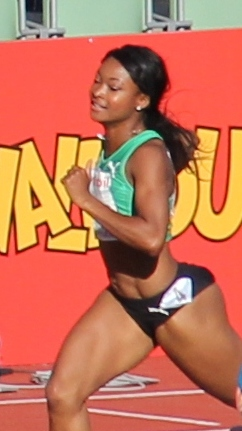
Ezinne Okparaebo schied trotz norwegischen Landesrekords als Fünfte des fünften Vorlaufs aus

6. August 2012, 19:52 Uhr

Wind: +1,3 m/s
| Platz | Name                    | Nation     | Zeit (s) | Anmerkung |
| ----- | ----------------------- | ---------- | -------- | --------- |
| 1     | Marija Rjemjen          | Ukraine    | 22,58    |           |
| 2     | Myriam Soumaré          | Frankreich | 22,70    |           |
| 3     | Veronica Campbell-Brown | Jamaika    | 22,75    |           |
| 4     | Léa Sprunger            | Schweiz    | 23,27    |           |
| 5     | Ezinne Okparaebo        | Norwegen   | 23,30    | NR        |
| 6     | Natalja Russakowa       | Russland   | 23,40    |           |
| 7     | Érika Chávez            | Ecuador    | 23,70    |           |
| 8     | Kirsten Nieuwendam      | Suriname   | 24,07    |           |
| 9     | Chan Seyha              | Kambodscha | 26,62    |           |

### Vorlauf 6

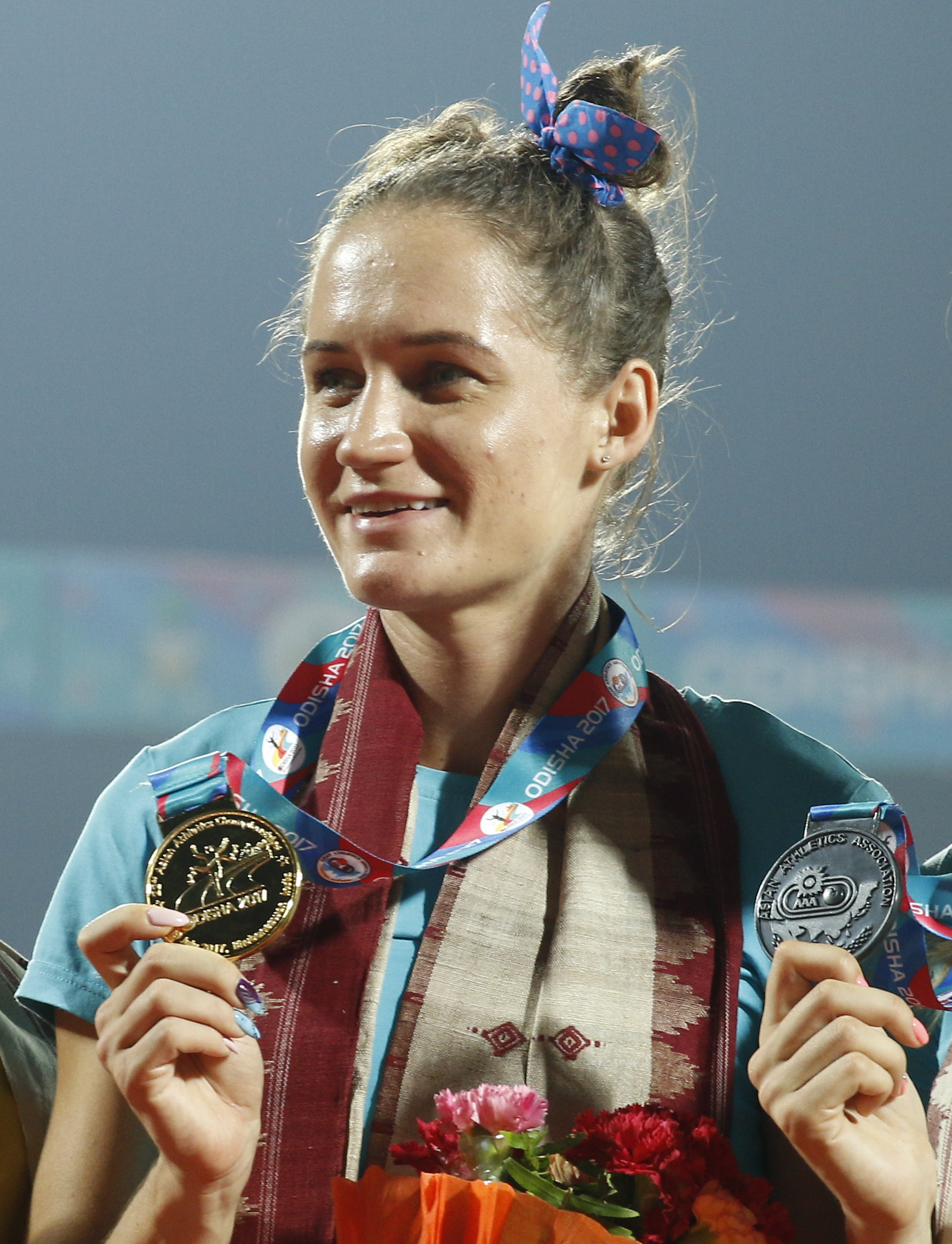
Wiktorija Sjabkina – ausgeschieden als Siebte des sechsten Vorlaufs

6. August 2012, 20:00 Uhr

Wind: +0,8 m/s
| Platz | Name                    | Nation                  | Zeit (s) |
| ----- | ----------------------- | ----------------------- | -------- |
| 1     | Shelly-Ann Fraser-Pryce | Jamaika                 | 22,71    |
| 2     | Anthonique Strachan     | Bahamas                 | 22,75    |
| 3     | Jelysaweta Bryshina     | Ukraine                 | 22,82    |
| 4     | Evelyn dos Santos       | Brasilien               | 23,07    |
| 5     | Crystal Emmanuel        | Kanada                  | 23,10    |
| 6     | Mariely Sánchez         | Dominikanische Republik | 23,20    |
| 7     | Wiktorija Sjabkina      | Kasachstan              | 23,49    |
| 8     | Nelkis Casabona         | Kuba                    | 23,82    |
| 9     | Luan Gabriel            | Dominica                | 24,12    |

## Halbfinale
In den drei Halbfinalläufen qualifizierten sich pro Lauf die ersten zwei Athletinnen für das Finale (hellblau unterlegt). Darüber hinaus kamen die zwei Zeitschnellsten, die sogenannten Lucky Loser (hellgrün unterlegt), weiter.

### Lauf 1
7. August 2012, 20:25 Uhr

Wind: +1,0 m/s
| Platz | Name                    | Nation                       | Zeit (s) | Anmerkung                                                    |
| ----- | ----------------------- | ---------------------------- | -------- | ------------------------------------------------------------ |
| 1     | Veronica Campbell-Brown | Jamaika                      | 22,32    |                                                              |
| 2     | Carmelita Jeter         | USA                          | 22,39    |                                                              |
| 3     | Myriam Soumaré          | Frankreich                   | 22,56    |                                                              |
| 4     | Marija Rjemjen          | Ukraine                      | 22,62    | evtl. anstelle von Semoy Hackett für das Finale qualifiziert |
| 5     | Anthonique Strachan     | Bahamas                      | 22,82    |                                                              |
| 6     | Iwet Lalowa             | Bulgarien                    | 22,98    |                                                              |
| 7     | Margaret Adeoye         | Großbritannien               | 23,28    |                                                              |
| 8     | Allison Peter           | Amerikanische Jungferninseln | 23,35    |                                                              |

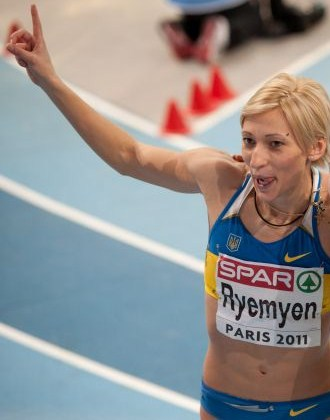
Marija Rjemjen – ausgeschieden als Vierte
des ersten Halbfinals

Weitere im ersten Halbfinale ausgeschiedene Sprinterinnen:

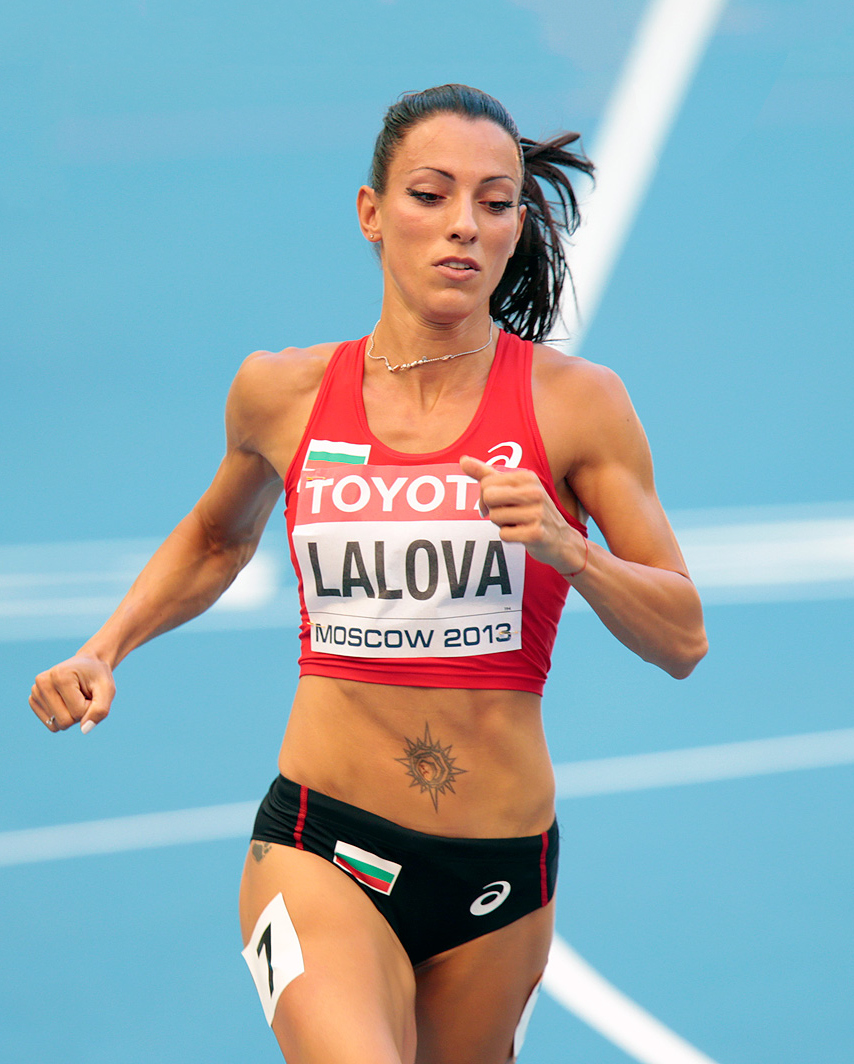
Iwet Lalowa – Rang sechs
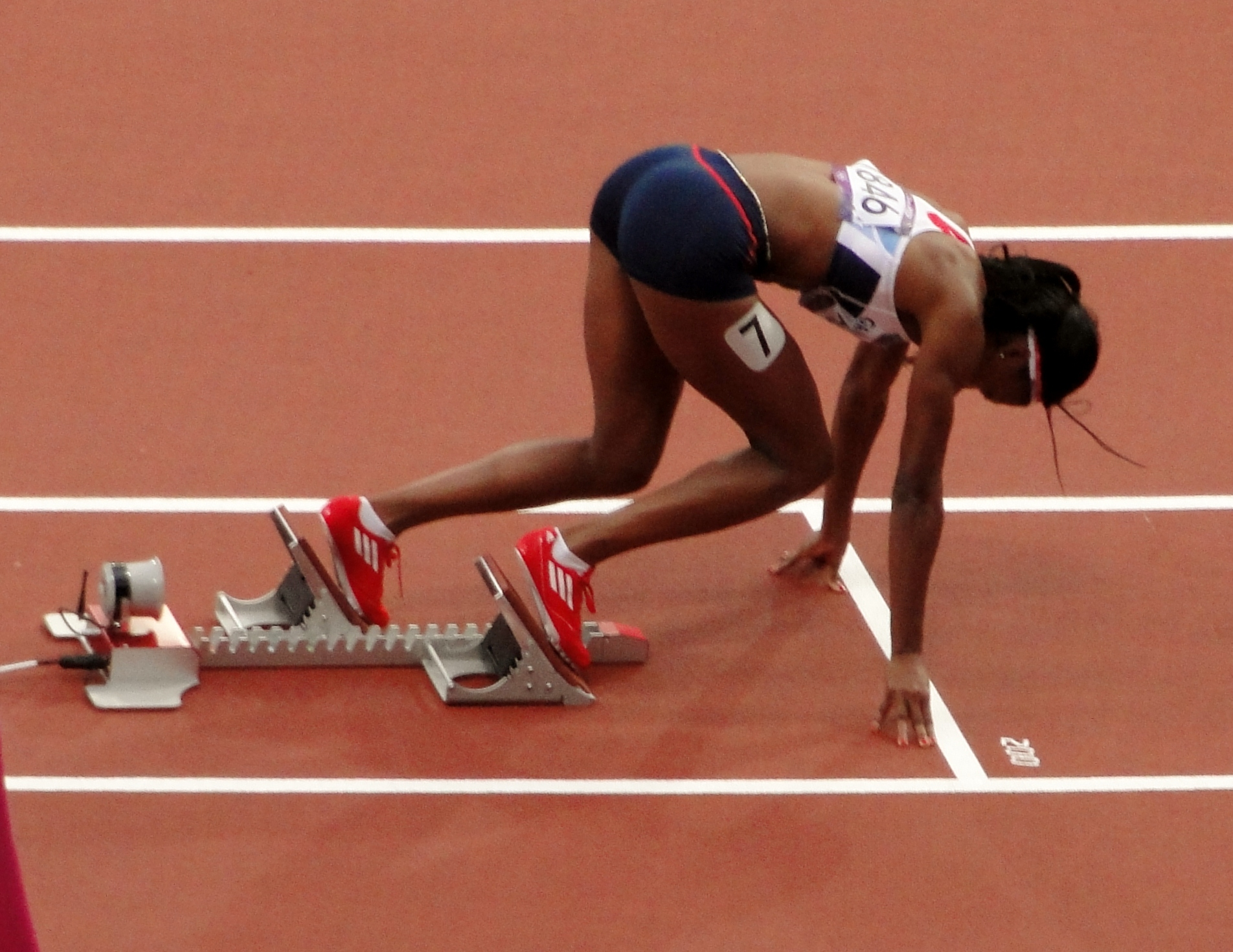
Margaret Adeoye – Rang sieben
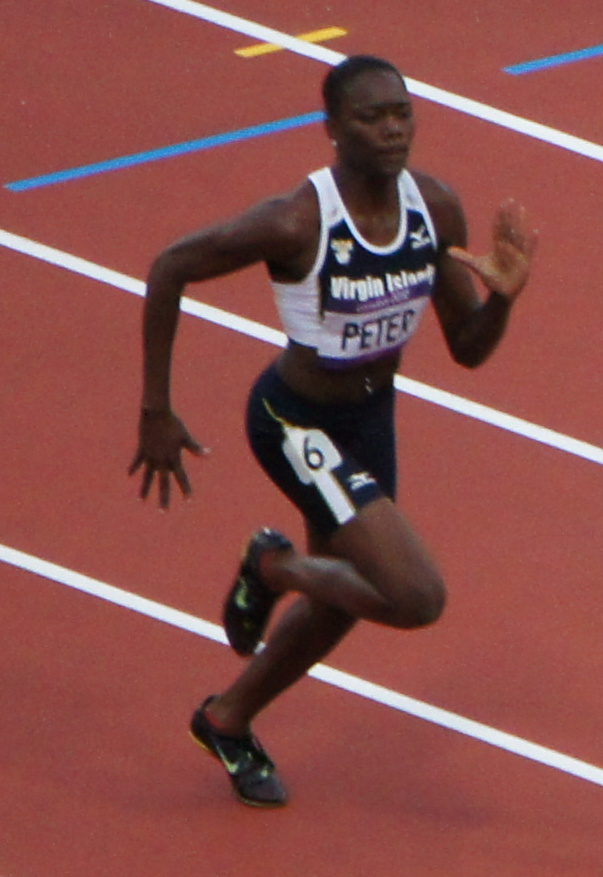
Allison Peter – Rang acht

### Lauf 2
7. August 2012, 20:33 Uhr

Wind: +1,0 m/s
| Platz | Name                   | Nation                       | Zeit (s) | Anmerkung                                                    |
| ----- | ---------------------- | ---------------------------- | -------- | ------------------------------------------------------------ |
| 1     | Allyson Felix          | USA                          | 22,31    |                                                              |
| 2     | Murielle Ahouré        | Elfenbeinküste               | 22,49    |                                                              |
| 3     | LaVerne Jones-Ferrette | Amerikanische Jungferninseln | 22,62    | evtl. anstelle von Semoy Hackett für das Finale qualifiziert |
| 4     | Jelysaweta Bryshina    | Ukraine                      | 22,64    |                                                              |
| 5     | Sherone Simpson        | Jamaika                      | 22,71    |                                                              |
| 6     | Evelyn dos Santos      | Brasilien                    | 22,82    |                                                              |
| 7     | Eleni Artymata         | Zypern                       | 22,92    |                                                              |
| DOP   | Semoy Hackett          | Trinidad und Tobago          | 22,55    | für das Finale zugelassen                                    |

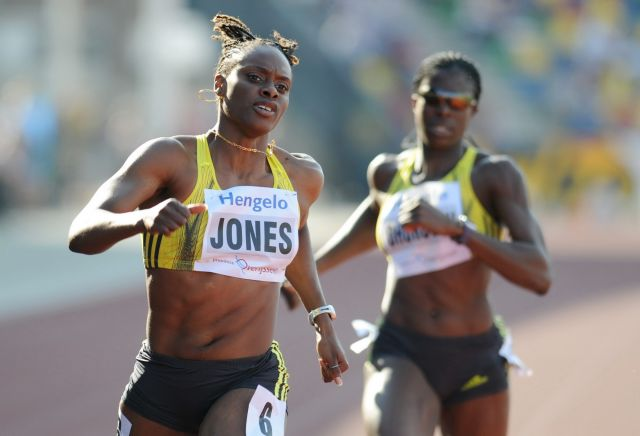
LaVerne Jones-Ferrette – ausgeschieden als Vierte des zweiten Halbfinals

Weitere im zweiten Halbfinale ausgeschiedene Sprinterinnen:

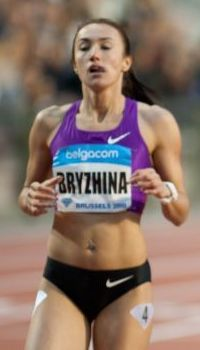
Jelysaweta Bryshina – Rang vier
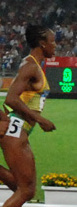
Sherone Simpson – Rang fünf
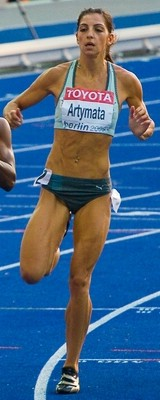
Eleni Artymata – Rang sieben

### Lauf 3

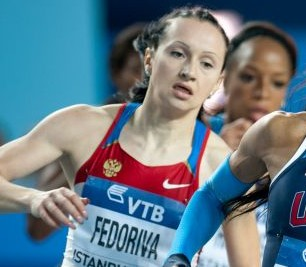
Alexandra Fedoriwa – ausgeschieden als Dritte des dritten Halbfinals
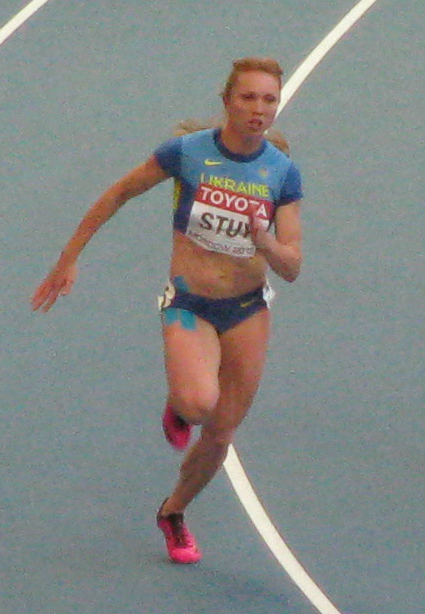
Chrystyna Stuj – ausgeschieden als Vierte des dritten Halbfinals

7. August 2012, 20:41 Uhr

Wind: +0,8 m/s
| Platz | Name                    | Nation              | Zeit (s) |
| ----- | ----------------------- | ------------------- | -------- |
| 1     | Sanya Richards-Ross     | USA                 | 22,30    |
| 2     | Shelly-Ann Fraser-Pryce | Jamaika             | 22,34    |
| 3     | Alexandra Fedoriwa      | Russland            | 22,65    |
| 4     | Chrystyna Stuj          | Ukraine             | 22,76    |
| 5     | Kai Selvon              | Trinidad und Tobago | 23,04    |
| 6     | Abiodun Oyepitan        | Großbritannien      | 23,14    |
| 7     | Crystal Emmanuel        | Kanada              | 23,28    |
| 8     | Janelle Redhead         | Grenada             | 23,51    |

Weitere im dritten Halbfinale ausgeschiedene Sprinterinnen:

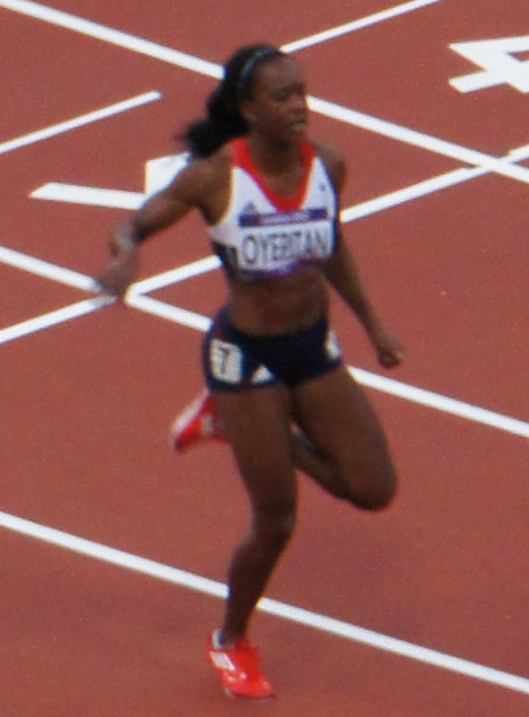
Abiodun Oyepitan – Rang sechs
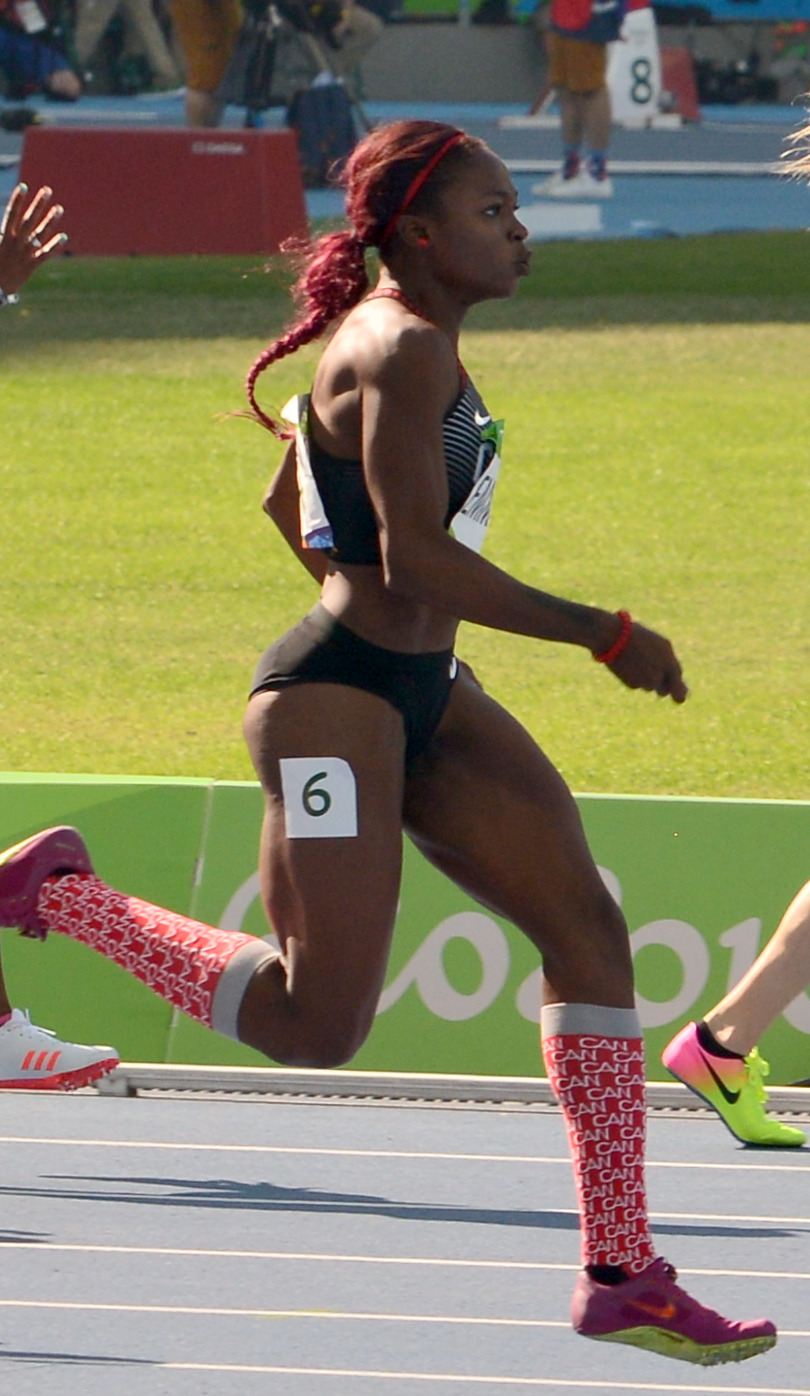
Crystal Emmanuel – Rang sieben
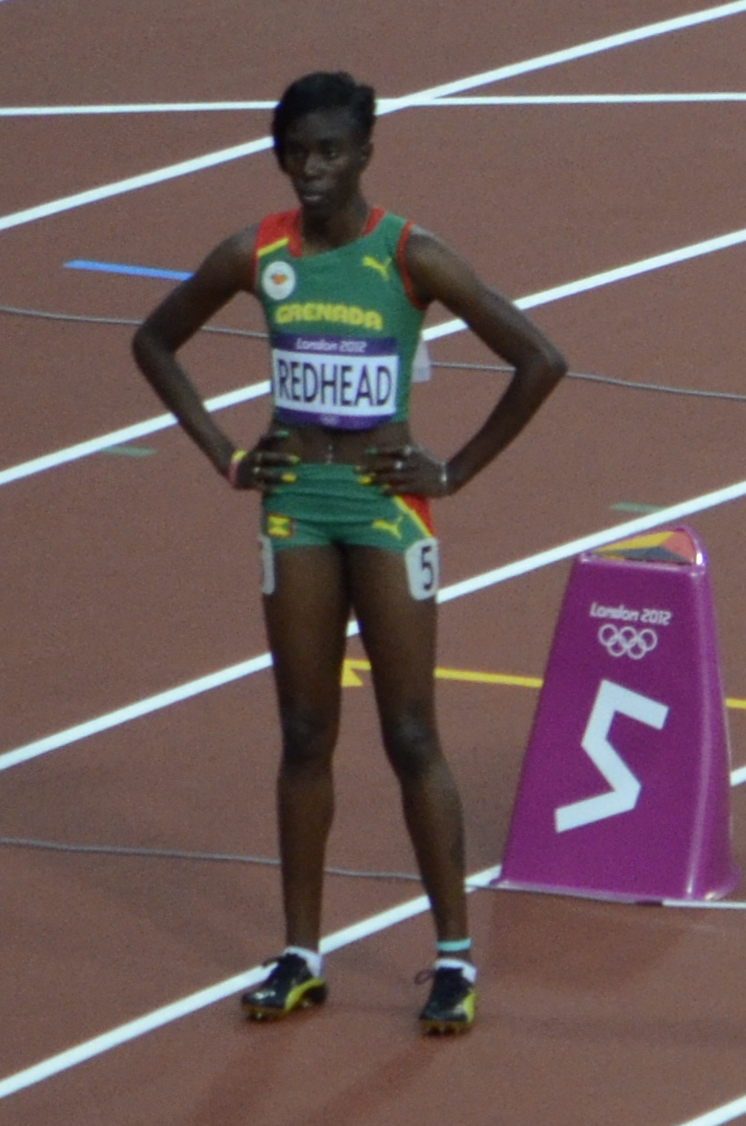
Janelle Redhead – Rang acht

## Finale
8. August 2012, 21:00 Uhr

Wind: −0,2 m/s
| Platz | Name                    | Nation              | Zeit (s) | Anmerkung |
| ----- | ----------------------- | ------------------- | -------- | --------- |
| 1     | Allyson Felix           | USA                 | 21,88    |           |
| 2     | Shelly-Ann Fraser-Pryce | Jamaika             | 22,09    |           |
| 3     | Carmelita Jeter         | USA                 | 22,14    |           |
| 4     | Veronica Campbell-Brown | Jamaika             | 22,38    |           |
| 5     | Sanya Richards-Ross     | USA                 | 22,39    |           |
| 6     | Murielle Ahouré         | Elfenbeinküste      | 22,57    |           |
| 7     | Myriam Soumaré          | Frankreich          | 22,63    |           |
| DOP   | Semoy Hackett           | Trinidad und Tobago | 22,87    | [ 3 ]     |

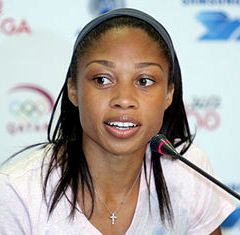
Über 200 Meter ging das Duell USA gegen Jamaika umgekehrt aus: Die US-Amerikanerin Allyson Felix siegte mit klarem Vorsprung

Im Finale trafen drei US-Amerikanerinnen auf zwei Jamaikanerinnen und jeweils eine Athletin von der Elfenbeinküste, aus Frankreich und aus Trinidad und Tobago.
Als Favoritin galt die Olympiasiegerin von 2008 und amtierende Weltmeisterin Veronica Campbell-Brown aus Jamaika. Stärkste Konkurrentin war die US-Athletin Allyson Felix, Silbermedaillengewinnerin von 2008 und Dritte der letzten Weltmeisterschaften. Medaillenchancen hatten außerdem die Jamaikanerin Shelly-Ann Fraser-Pryce, Siegerin über 100 Meter, sowie die US-Läuferin Sanya Richards-Ross, Olympiasiegerin über 400 Meter.
Felix erwischte den besten Start und hatte schnell die Kurvenvorgabe auf Murielle Ahouré von der Elfenbeinküste egalisiert. Eingangs der Zielgeraden lag sie in Führung, dicht gefolgt von ihrer Mannschaftskameradin Carmelita Jeter. Jeter konnte ihrer Landsfrau nicht mehr folgen und wurde auch noch von Fraser-Pryce überholt. Felix gewann mit 21 Hundertstelsekunden Vorsprung auf Fraser-Pryce, die selber fünf Hundertstelsekunden vor Jeter lag. Auf Platz vier kam Campbell-Brown ins Ziel, Richards-Ross wurde Fünfte vor Ahouré.
Mit den beiden Medaillen von Allyson Felix und Carmelita Jeter zogen die USA in der Gesamtstatistik der Olympischen Spiele mit Jamaika gleich. Beide Mannschaften hatten in den bisherigen siebzehn olympischen Finals jeweils elf Medaillen gewinnen können. Für die US-Mannschaft war es der sechste Sieg in dieser Disziplin.

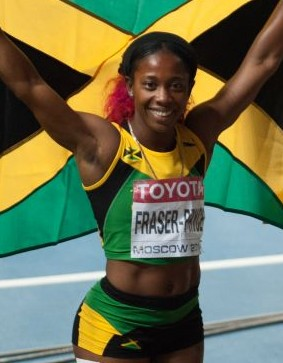
Silbermedaillengewinnerin Shelly-Ann Fraser-Pryce
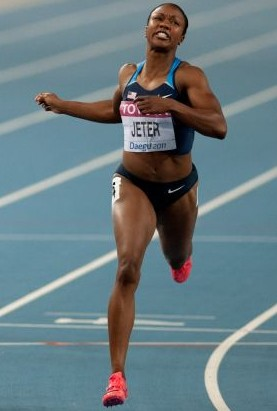
Bronzemedaillengewinnerin Carmelita Jeter
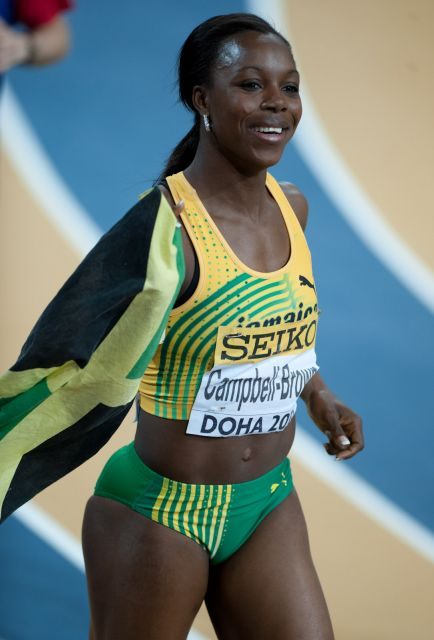
Veronica Campbell-Brown belegte Rang vier
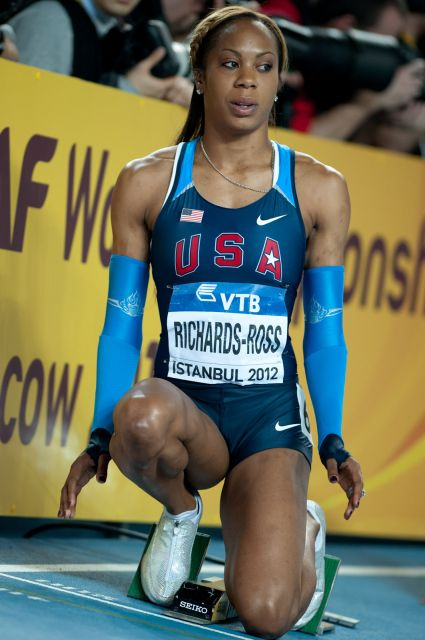
Sanya Richards-Ross erreichte Platz fünf

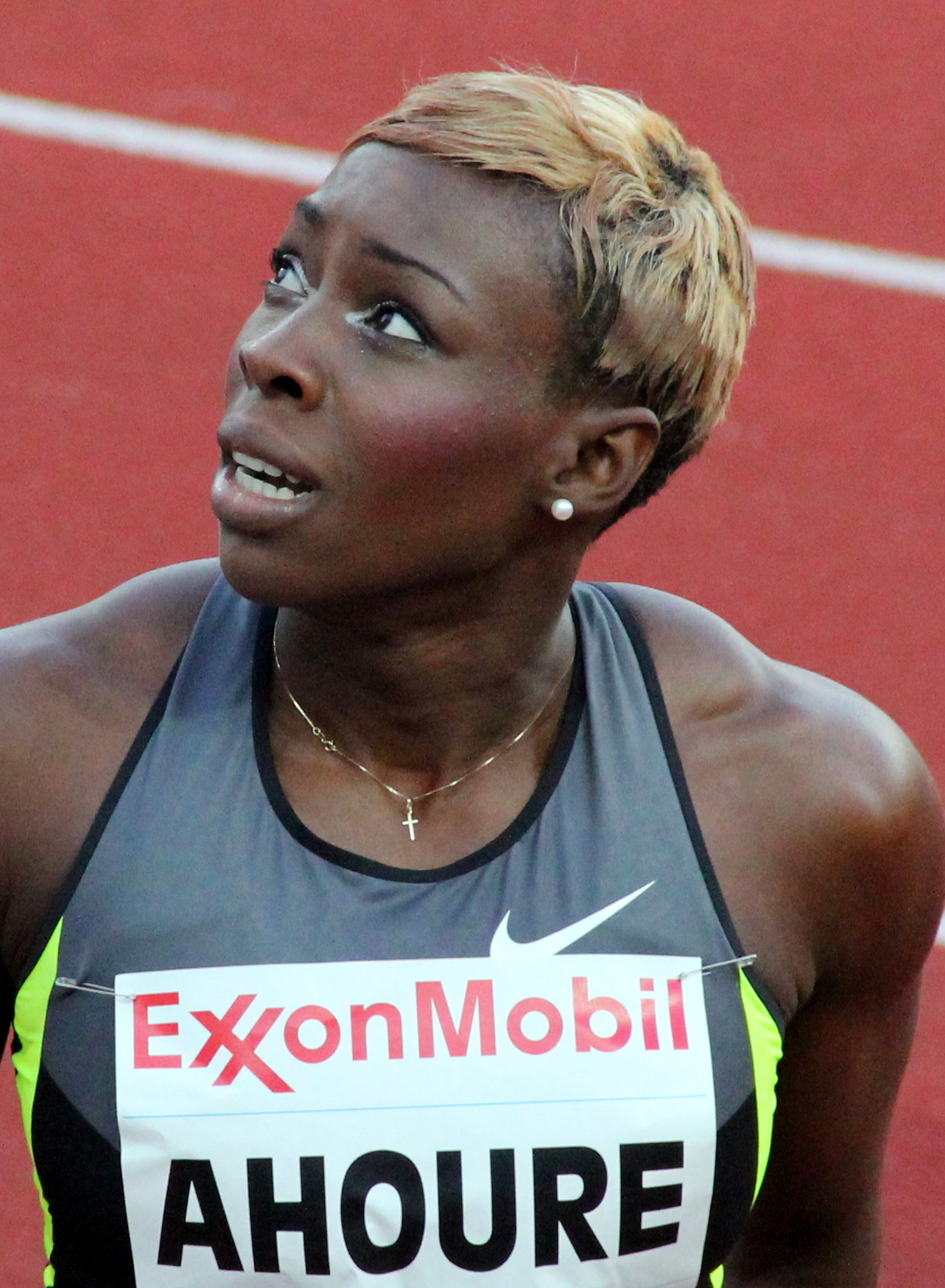
Die sechstplatzierte Murielle Ahouré
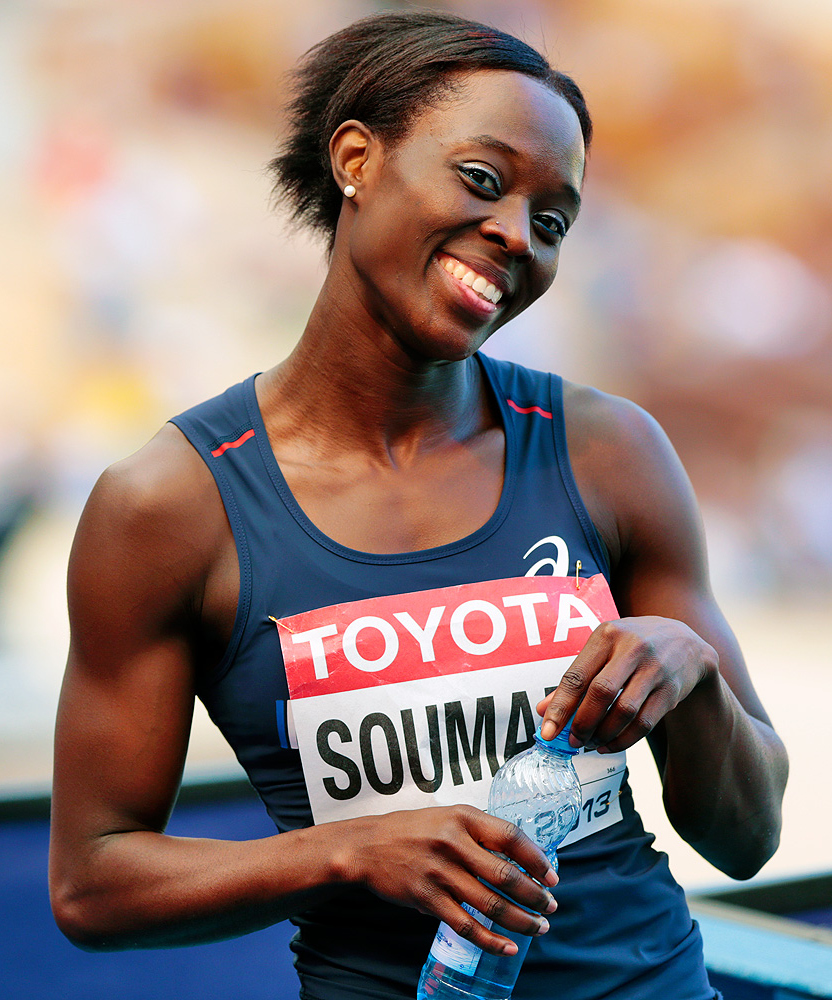
Myriam Soumaré belegte den siebten Platz
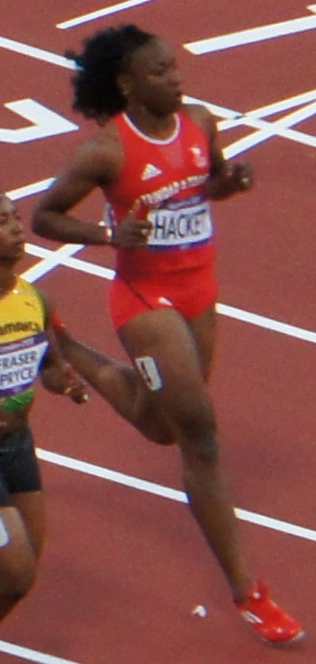
Semoy Hackett – gedopt und disqualifiziert

## Videolinks
- Women's 200m Semi-Final Full Races - London 2012 Olympics, youtube.com, abgerufen am 7. April 2022
- Allyson Felix Wins Women's 200m Gold - London 2012 Olympics, youtube.com, abgerufen am 7. April 2022